# Wugigarra yawai
Wugigarra yawai är en spindelart som beskrevs av Huber 200. Wugigarra yawai ingår i släktet Wugigarra och familjen dallerspindlar. Inga underarter finns listade i Catalogue of Life.